# Antonio Maria Salvini

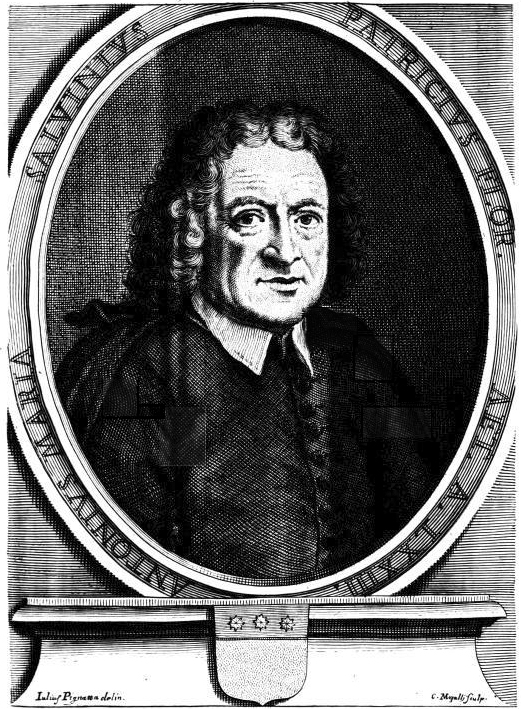
Antonio Maria Salvini

Antonio Maria Salvini (auch Anton Maria Salvini oder Antonius Maria Salvinius, * 12. Januar 1653 in Florenz; †  16. Mai oder 17. Mai 1729 ebenda) war ein italienischer Philologe.

## Leben und Wirken
Salvini war der Sohn von Andrea Salvini und dessen Frau Eleonora. Er studierte in Pisa und war von 1673 bis 1725 Professor für Altgriechische Sprache in Florenz. Er soll mindestens acht Sprachen fließend beherrscht haben. Er übersetzte und kommentierte antike Dramen, Opern und Komödien. Außerdem verfasste er ein Wörterbuch des toskanischen Dialekts und schrieb Gedichte.
Salvini war Mitglied der Accademia della Crusca, der Accademia Fiorentina und der Accademia degli Apatisti. 1716 wurde er auf Vorschlag von Robert Balle Mitglied der Royal Society in London, welche seinerzeit von Sir Isaac Newton geleitet wurde.

## Ehrungen
Der italienische Botaniker Pier Antonio Micheli, ein Zeitgenosse und Florentiner Kollege, benannte zu Ehren Salvinis eine Gattung der Schwimmfarne (Salvinia).